# Đài quan sát núi lửa

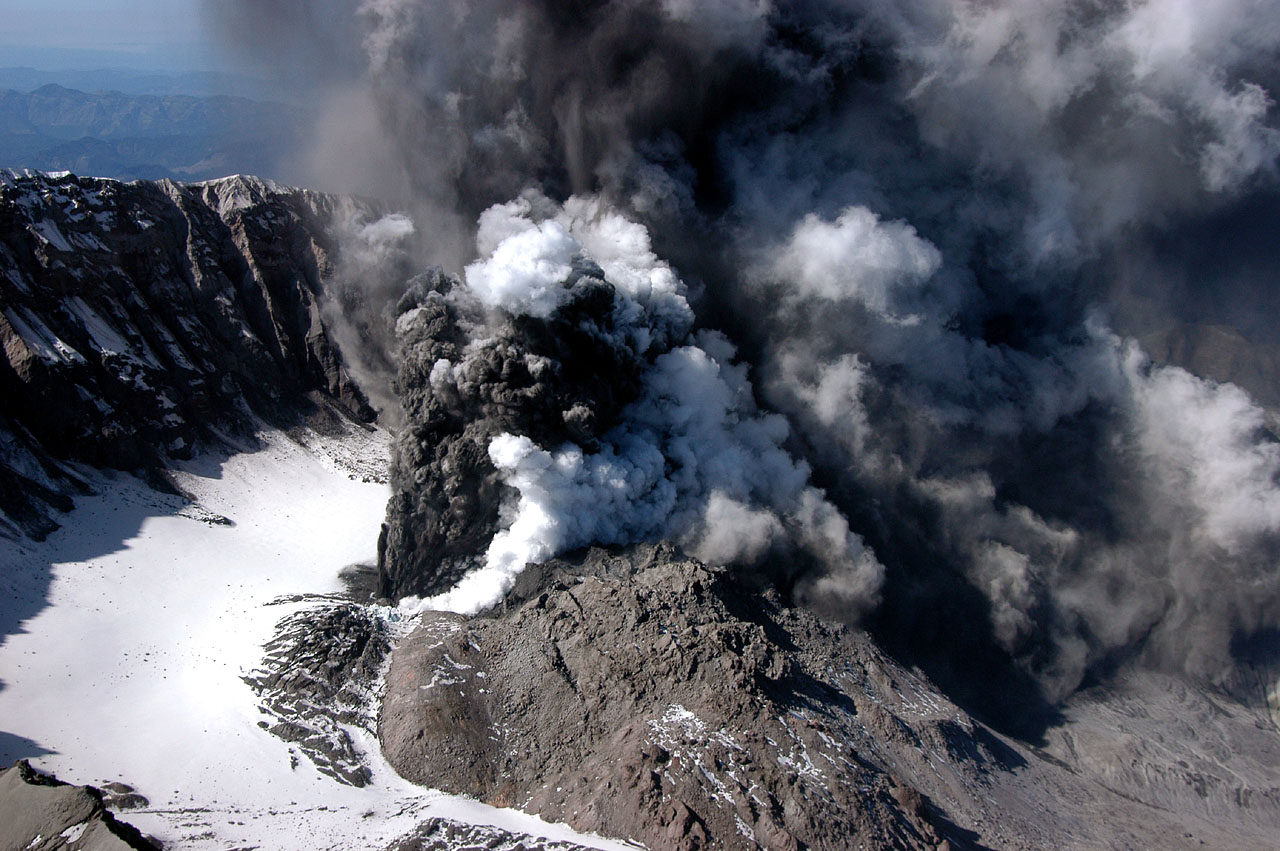
Núi St. Helens phun trào

Đài quan sát núi lửa là một đài quan sát tiến hành nghiên cứu và giám sát một núi lửa .
Mỗi đài quan sát cung cấp giám sát liên tục và theo định kỳ sự biến động địa chấn, các thay đổi địa vật lý khác, các chuyển động trên mặt đất, khí gas núi lửa, điều kiện thủy văn và hoạt động giữa và trong khi phun trào núi lửa. Đài quan sát núi lửa cũng cung cấp dữ liệu chi tiết các vụ phun trào đang tiến triển .
Hầu như tất cả các đài quan sát là thành viên của Tổ chức Thế giới các Đài quan sát Núi lửa (WOVO, World Organization of Volcano Observatories). Đài quan sát núi lửa lâu đời nhất là Osservatorio Vesuviano, thành lập năm 1841 ở Naples, hiện là thành viên của cơ quan của chính phủ Ý.

## Các phương pháp quan sát núi lửa
Các dụng cụ thiết bị quan trọng nhất để quan sát núi lửa là địa chấn kế, đo độ nghiêng (Inclinometer), GPS, đo giao thoa radar, đo nhiệt độ, phân tích hỗn hợp khí , đo lỗ khoan và quan sát địa chất hiện trường .
Một số quan sát có thể có được từ xa, thông qua viễn thám dựa trên vệ tinh và truyền tải các thiết bị đo lường từ xa, cũng như thông qua trao đổi dữ liệu quốc tế, ví dụ như dự án GEOWARN của Liên minh châu Âu. Tuy nhiên điều này không dẫn đến giảm chi phí, nhưng hiệu quả hơn trong trường hợp có thiên tai. Các nỗ lực quốc tế đang được tiến hành để tạo điều kiện trao đổi dữ liệu xuyên quốc gia nhanh chóng và hài hòa.

## Dự báo hoạt động núi lửa
Dự báo hoạt động núi lửa thể hiện nỗ lực giám sát và nghiên cứu liên ngành để dự đoán thời gian và mức độ nghiêm trọng của vụ phun trào núi lửa có thể xảy ra trong tương lai gần. Điều đặc biệt quan trọng là việc dự đoán các vụ phun trào nguy hiểm có thể dẫn đến thảm hoạ mất mát tính mạng, tài sản và sự gián đoạn hoạt động của con người.
Dự báo hoạt động núi lửa thức giấc dựa trên sự thay đổi, thường là tăng cao, các trị số quan sát trong tập hợp dữ liệu quan sát. Tuy nhiên độ chính xác các dự báo vẫn còn hạn chế, và vẫn để lại những thiệt hại về nhân mạng và vật chất .